# Hilarempis nudifacies
Hilarempis nudifacies är en tvåvingeart som beskrevs av Mario Bezzi 1905. Hilarempis nudifacies ingår i släktet Hilarempis och familjen dansflugor. Inga underarter finns listade i Catalogue of Life.